# 沖縄県立伊良部高等学校
沖縄県立伊良部高等学校（おきなわけんりつ いらぶこうとうがっこう）は、かつて沖縄県宮古島市伊良部字前里添にあった公立高等学校。2019年度の入学生から募集を停止し、2021年（令和3年）3月に閉校した。

## 学科
全日制
- 普通科

2014年度（平成26年度）入学生までは普通科各学年2学級（総合コース・特進コース）。2015年度（平成27年度）入学生からは普通科各学年1学級。

## 沿革
- 1984年（昭和59年）4月1日 - 沖縄県立宮古高等学校伊良部分校として開校[1]。
- 1986年（昭和61年）4月1日 - 独立して、沖縄県立伊良部高等学校となる[1]。
- 2003年（平成15年）
  - 4月1日 - 伊良部中及び佐良浜中との間で連携型中高一貫教育開始。
  - 2003年度（平成15年度）入学生から、総合コース・特進コースのコース制を導入[3]。
- 2004年（平成16年）4月1日 - 2学期制開始[1]。
- 2015年（平成27年） - 2015年度（平成25年度）入学生から普通科各学年1学級となり、コース制を廃止[1]。
- 2018年（平成30年） - 2019年度からの募集停止が正式決定される（実質的な閉校の決定）[2]。
- 2021年（令和3年）
  - 3月6日 - 第35回卒業式及び閉校式を挙行[4][5][6]。
  - 3月31日 - 閉校[7]。
- 2024年（令和6年）1月 - 本高等学校の跡地を通信制高校「中央国際高等学校」を運営している学校法人中央国際学園（千葉県）が4億9050万円で落札。同学園によると、最長で5年間校舎の改築を行った上で新しい通信制高校の開設を予定している[8][9]。

## 部活動
- 男子バレーボール部は、全国高等学校総合体育大会（インターハイ）に4度出場している（2003年度（平成15年度）[10]、2004年度（平成16年度）[11]、2009年度（平成21年度）[10]、2010年度（平成22年度）[12]）。
- ICT部は、2017年、2018年の全国パソコン技能競技大会で、2年連続で団体3位に入賞している[13][14]。

## 著名な出身者
- 嘉大雅 - 琉球放送アナウンサー[15][16]。
- 渡久山慶 - ミュージカル俳優[17][18]